# National Radio Astronomy Observatory

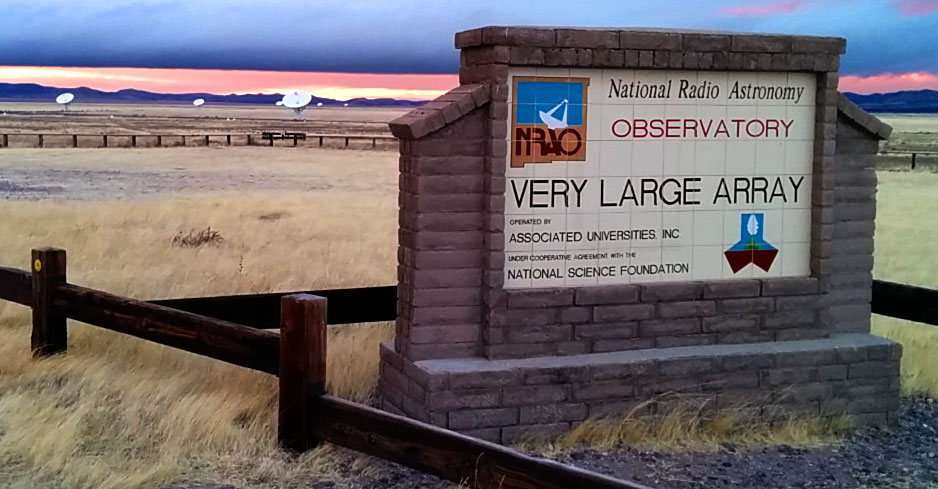
Haupteingang zum Very Large Array in Soccoro, im Hintergrund einige Radioteleskope

Das National Radio Astronomy Observatory (NRAO) ist eine staatlich geförderte Forschungs- und Entwicklungsorganisation für Radioastronomie mit Sitz an der University of Virginia in den USA. Das am 17. November 1956 gegründete NRAO entwirft, baut und betreibt Radioteleskope für Wissenschaftler in der ganzen Welt. Amtierender Direktor ist Tony Beasely. NRAO wird von der National Science Foundation (NSF) finanziert und von Associated Universities, Inc (AUI) verwaltet.

## Standorte

### Charlottesville, Virginia
Das Hauptquartier befindet sich in Charlottesville im (US-Bundesstaat Virginia) auf dem Gelände der University of Virginia. Dort befindet sich auch das von NRAO betriebene nordamerikanische Zentrum für die wissenschaftliche Nutzung des Atacama Large Millimeter Array (ALMA) und ein Technologiezentrum.

### Green Bank, West Virginia
Das Green-Bank-Observatorium befindet sich in der Nähe von Green Bank in West Virginia. Die Umgebung dieses Observatoriums ist zur National Radio Quiet Zone der USA erklärt worden. Hier wird versucht störende künstliche Radioemissionen möglichst gering zu halten. Das Green-Bank-Observatorium verfügt über mehrere große einzelne Radioteleskope. Seit 1. Oktober 2016 ist das Green-Bank-Observatorium nicht mehr Teil von NRAO, sondern ein eigenständiges Observatorium (Green Bank Observatory).

### Socorro, New Mexico
In der Nähe von Socorro in New Mexico werden vom Array Operations Center AOC das Very Large Array und das Very Long Baseline Array betrieben. Es befindet sich auf dem Campus des New Mexico Institute of Mining and Technology.
Die Antennen stehen 78 Straßen-km westlich von Socorro und sind auf Paaren von Gleisen mit etwa Normalspur und etwa 7 m Gleisachsabstand voneinander verfahrbar und werden in rechtwinkelig abgehenden Stumpfgleisen abgestellt. Einzelgleise werden von Versorgungs-Eisenbahnzügen benutzt. Das Gleisnetz bildet im Wesentlichen einen Y-förmigen Grundriss, ein 120°-Dreifachstrahlenbüschel.

### Tucson, Arizona
In Tucson im Bundesstaat (Arizona) wurde auf dem Gelände der University of Arizona ein Millimeterwellen-Radioteleskop mit 12 m Antennendurchmesser am Kitt-Peak-Nationalobservatorium betrieben. Um Mittel für Atacama Large Millimeter Array freizusetzen, ist dieses Teleskop inzwischen an die University of Arizona übergeben worden.

### Santiago, Chile

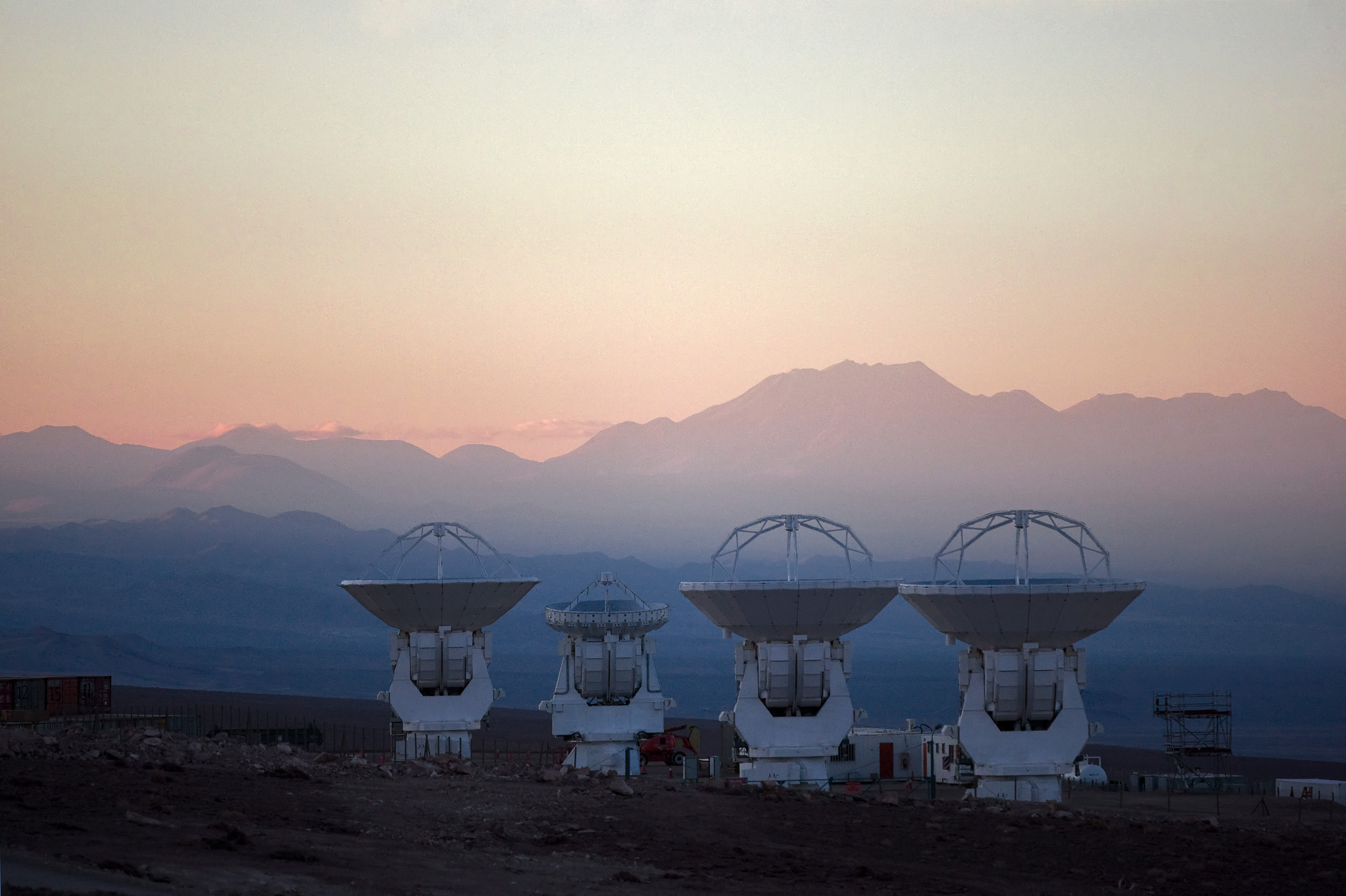
Vier Antennen auf dem Atacama Large Millimeter Array

In Santiago de Chile ist die NRAO mit der Europäischen Südsternwarte und dem kanadischen National Research Council am Atacama Large Millimeter Array ALMA beteiligt. Es befindet sich im Norden Chiles auf etwa 5000 Meter Höhe und wurde am 13. März 2013 offiziell in Betrieb genommen. Insgesamt sind dort 66 Antennen aufgebaut.